# 星期五 (電影)
《星期五》（英語：Friday）是一部1995年美國搭檔大麻喜劇片，由F·蓋瑞·葛雷執導，冰塊酷巴與DJ·維尼編劇。電影主演包括冰塊酷巴、克里斯·塔克、小湯姆·里斯特、妮雅·隆和約翰·威瑟史邦。該片1995年4月26日美國上映。電影獲得了好評及成功的票房，並推出了兩部續集《瘋狂星期五》（2000年）與《又一個星期五》（2002年）。

## 劇情
故事敘述失業的克雷格與煙仔在一個星期五，在社區裡到處遊蕩，但煙仔卻因為買大麻欠了毒販200美元，如果他們不能在今晚十點前付錢，克雷格與煙仔恐怕性命難保....。

## 反響
《星期五》獲得的評價以正面居多。爛番茄新鮮度77%，平均得分6.2 / 10。Metacritic得分54，代表「好壞平均參雜」的評價。影評人認為該片可能缺乏緊張感和獨特的導演風格，但片中的幽默是相當迷人的。
該片獲美國電影學會認可：
- 2005年：AFI百年百大電影台詞
  - 克雷格與史莫基：「該死的！（Damn!）」（提名）[4]

導演昆汀·塔倫提諾曾表示，從1992年到2009年間，《星期五》足以列入最喜歡的二十部電影之中。

## 外部連結
- 互联网电影数据库（IMDb）上《星期五》的资料（英文）
- AllMovie上《星期五》的资料（英文）
- Box Office Mojo上《星期五》的資料（英文）
- 爛番茄上《星期五》的資料（英文）
- Metacritic上《星期五》的資料（英文）